# Jonathan Adams (actor)
Jonathan Adams (nacido el 16 de julio de 1967) es un actor estadounidense. Es mejor conocido por interpretar a Henry Walker en American Dreams, Daniel Goodman en Bones y Chuck Larabee en Last Man Standing. También es famoso como actor de voz con papeles como Galactus, Dormammu y Kang el Conquistador de Marvel Comics y Darkseid y Atrocitus de DC Comics.

## Primeros años
Adams nació el 16 de julio de 1967 en Pittsburgh, Pensilvania, y creció en Wilkinsburg. Se graduó de Wilkinsburg High School en 1985 y estudió actuación en la Universidad Carnegie Mellon durante un año y medio antes de tener que abandonar los estudios porque ya no podía pagar la matrícula.

## Carrera
Ha aparecido en varios papeles en televisión estadounidense, incluido American Dreams en NBC, donde interpretó al personaje regular de la serie Henry Walker (2002-2005). Interpretó al Dr. Daniel Goodman en la primera temporada de la serie de televisión de Fox Bones. Al comienzo de la temporada 2, su personaje nombró a la Dra. Camille Saroyan (Tamara Taylor) como primera jefa forense del Jeffersonian (la jefa inmediata de Temperance Brennan). Aunque se suponía que se había ido en un breve año sabático, su personaje no regresó. El creador del programa, Hart Hanson, afirmó que el papel de Taylor encajaba mejor con el resto de los personajes de la serie. Más tarde apareció en el drama criminal de ABC de corta duración Women's Murder Club.
Entre 1996 y 2000, estuvo cuatro años en el Festival de Shakespeare de Oregón interpretando, entre otros papeles, a Petruchio en La fierecilla domada, Buckingham en Los tres mosqueteros y Guy Jacobs en Blues for an Alabama Sky de Pearl Cleage. También fue actor de voz en Army of Two: The 40th Day como Tyson Rios.

## Filmografía

### Películas
| Año  | Título                                                 | Papel                          | Notas                |
| ---- | ------------------------------------------------------ | ------------------------------ | -------------------- |
| 1998 | Air Bud: Golden Receiver                               | Jugador de los New York Giants |                      |
| 2001 | Osmosis Jones                                          | Voces adicionales              |                      |
| 2007 | Doctor Strange: The Sorcerer Supreme                   | Dormammu                       | Voz, directo a video |
| 2009 | Superman/Batman: Enemigos Públicos                     | General                        | Voz, directo a video |
| 2010 | Justice League: Crisis on Two Earths                   | J'onn J'onzz                   | Voz, directo a video |
| 2012 | Pixar Short Films Collection, Volume 2                 | Juez Davis                     | Voz, directo a video |
| 2013 | Aviones                                                | Voces adicionales              |                      |
| 2018 | Lego DC Comics Super Heroes: Aquaman: Rage of Atlantis | Atrocitus                      | Voz, directo a video |
| 2018 | Death of Superman                                      | Alcalde                        | Voz, directo a video |
| 2023 | Elemental                                              | Flarry                         |                      |

### Televisión
| Año        | Título                                 | Papel                                              | Notas                                                 |
| ---------- | -------------------------------------- | -------------------------------------------------- | ----------------------------------------------------- |
| 1990       | Equal Justice                          | Keane                                              | Episodio: "Pilot"                                     |
| 2001       | Frasier                                | Fire Marshall                                      | Episodio: "The Show Must Go Off"                      |
| 2001       | Walker, Ranger de Texas                | Lyle Nugent                                        | Episodio: "Justice for All"                           |
| 2001       | Felicity                               | Paramedic                                          | Episodio: "Girlfight"                                 |
| 2002       | The American Embassy                   | Elque "Q" Polk                                     | 6 episodios                                           |
| 2002–05    | American Dreams                        | Henry Walker                                       | 61 episodios                                          |
| 2004       | Crossing Jordan                        | Juror                                              | Episodio: "Slam Dunk"                                 |
| 2005       | Bones                                  | Daniel Goodman                                     | 22 episodios                                          |
| 2006       | The Unit                               | Buko                                               | Episodio: "Old Home Week"                             |
| 2007       | One Tree Hill                          | Charles Taylor                                     | Episodio: "The Birth and Death of the Day"            |
| 2007       | The Closer                             | Randall Williams                                   | Episodio: "Ruby"                                      |
| 2007       | NCIS                                   | Thomas Zuri                                        | Episodio: "Designated Target"                         |
| 2007       | Cane                                   | Fosko                                              | Episodio: "The Exile"                                 |
| 2007–08    | Women's Murder Club                    | Ed Washburn                                        | 5 episodios                                           |
| 2007, 2009 | 24                                     | Peter Hock                                         | 2 episodios                                           |
| 2008       | Medium                                 | Curtis Lambert                                     | Episodio: "Being Joey Carmichael"                     |
| 2008       | Boston Legal                           | Officer Preston Holt                               | Episodio: "Kill, Baby, Kill!"                         |
| 2009       | Numb3rs                                | Clifford Hansen                                    | Episodio: "Greatest Hits"                             |
| 2009       | The Cleaner                            | Harold Miller                                      | Episodio: "An Ordinary Man"                           |
| 2009       | NCIS: Los Angeles                      | Peter Caldwell                                     | Episodio: "Search and Destroy"                        |
| 2010       | The Deep End                           | Robert Craft                                       | Episodio: "Pilot"                                     |
| 2010       | Black Panther                          | T'Chaka, M'Butu's Security Officer, Citizen        | Voz, 2 episodios                                      |
| 2010       | Desperate Housewives                   | Luke Rayfield                                      | Episodio: "Chromolume No. 7"                          |
| 2010       | Miami Medical                          | Colin                                              | Episodio: "Down to the Bone"                          |
| 2010       | No Ordinary Family                     | Coach Baskin                                       | Episodio: "No Ordinary Vigilante"                     |
| 2010–11    | Hellcats                               | Lewis's Dad                                        | 2 episodios                                           |
| 2010–12    | The Avengers: Earth's Mightiest Heroes | Nathaniel Richards, Kang el Conquistador           | Voz, 5 episodios                                      |
| 2011       | Memphis Beat                           | Detective Moran                                    | Episodio: "Troubled Water"                            |
| 2011       | The Glades                             | Dan Ranson                                         | Episodio: "Breakout"                                  |
| 2011       | Fanboy & Chum Chum                     | Mr. Trick, Narrator                                | Voz, Episodio: "There Will Be Shrieks"                |
| 2011       | Cars Toons                             | Judge Davis                                        | Voz, Episodio: "Air Mater"                            |
| 2011       | Burn Notice                            | Joseph Kamba                                       | Episodio: "Necessary Evil"                            |
| 2011       | Harry's Law                            | Physician                                          | Episodio: "Head Games"                                |
| 2011       | Prophets of Science Fiction            | Narrator                                           | 6 episodios                                           |
| 2011–13    | Linterna Verde: la serie animada       | Atrocitus                                          | Voz, 6 episodios                                      |
| 2011–14    | Castle                                 | Vulcan Simmons                                     | 3 episodios                                           |
| 2012       | Up All Night                           | Ray                                                | Episodio: "Couple Friends"                            |
| 2012–13    | Revenge                                | Matt Duncan                                        | 3 episodios                                           |
| 2012–21    | Last Man Standing                      | Chuck Larabee                                      | 112 episodios                                         |
| 2013       | Par de reyes                           | Mr. Dawson / Paka Tui                              | Episodio: "Meet the Parent"                           |
| 2013       | Nikita                                 | President of Chad                                  | Episodio: "Inevitability"                             |
| 2013       | Uncle Grandpa                          | Voces adicionales                                  | 3 episodios                                           |
| 2013–14    | La leyenda de Korra                    | Vaatu                                              | Voz, 9 episodios                                      |
| 2013–15    | Hulk y los agentes de S.M.A.S.H.       | Hombre Absorbente, Korg, Bola de Trueno, Martinete | Voz, 4 episodios                                      |
| 2014       | Crisis                                 | Clark Froy                                         | Episodio: "What Was Done to You"; sin acreditar       |
| 2014       | Drop Dead Diva                         | Zack Reilly                                        | Episodio: "Hero"                                      |
| 2014       | Dallas                                 | Calvin Hannah                                      | 2 episodios                                           |
| 2015       | Érase una vez                          | Disembodied Voz                                    | Episodio: "Lily"                                      |
| 2015       | Los Vengadores unidos                  | Absorbing Man                                      | Voz, 2 episodios                                      |
| 2015       | Sofia the First                        | Mantacorn                                          | Voz, Episodio: "Cool Hand Fluke"                      |
| 2015       | Ultimate Spider-Man                    | Absorbing Man                                      | Voz, 2 episodios                                      |
| 2015–19    | Guardianes de la Galaxia               | Ronan el Acusador                                  | Voz, 9 episodios                                      |
| 2015–19    | The Stinky & Dirty Show                | Big Ben                                            | Voz, 5 episodios                                      |
| 2016       | Transformers: Robots in Disguise       | Razorpaw                                           | Voz, Episodio: "Cover Me"                             |
| 2016       | Sheriff Callie's Wild West             | Buck                                               | Voz, Episodio: "How the Water Was Won/Double Trouble" |
| 2016       | Masters of Sex                         | Judge O. Varga                                     | Episodio: "Outliers"                                  |
| 2017       | Justice League Action                  | Darkseid                                           | Voz, 4 episodios                                      |
| 2017       | Man with a Plan                        | Pastor Carl                                        | Episodio: "Andi's Boyfriend"                          |
| 2017, 2022 | The Orville                            | Moclan Arbitrator                                  | 2 episodios                                           |
| 2018       | Designated Survivor                    | Taurasi Governor                                   | Episodio: "Run"                                       |
| 2018       | Detroiters                             | Royal's Steakhouse Bartender                       | Episodio: "Royals"                                    |
| 2020       | Teen Titans Go!                        | Ultralak                                           | Voz, 2 episodios                                      |
| 2022       | Dark Winds                             | Lester                                             | 5 episodios                                           |
| 2022       | All Rise                               | Chief Sam Milton                                   | Episodio: "Through the Fire"                          |
| 2022       | Bob Hearts Abishola                    | Pastor Falade                                      | 2 episodios                                           |
| 2023       | Grey’s Anatomy                         | Dewayne Griffith                                   | Episodio: "Wedding Bell Blues"                        |

### Videojuegos
| Año     | Título                                  | Papel                         | Notas                   |
| ------- | --------------------------------------- | ----------------------------- | ----------------------- |
| 2010    | Army of Two: The 40th Day               | Tyson Rios                    |                         |
| 2011    | Marvel vs. Capcom 3: Fate of Two Worlds | Galactus                      | También Ultimate        |
| 2011    | Kinect Disneyland Adventures            | Pirate                        |                         |
| 2012    | Diablo III                              | Tyrael, Archangel of Justice  | También Reaper of Souls |
| 2012    | World of Warcraft: Mists of Pandaria    | Xuen the White Tiger, Tsulong |                         |
| 2012    | hitman: Absolution                      | Cosmo Faulkner                |                         |
| 2014    | Hearthstone                             | Xuen the White Tiger          |                         |
| 2014    | The Elder Scrolls Online                | Voces adicionales             | También DLC Morrowind   |
| 2014–15 | Serie Skylanders                        | Voces adicionales             |                         |
| 2015    | Heroes of the Storm                     | Tyrael                        |                         |
| 2015    | StarCraft II: Legacy of the Void        | Voces adicionales             |                         |
| 2016    | World of Warcraft: Legion               | Xuen the White Tiger          |                         |
| 2017    | For Honor                               | Okuma                         |                         |